# Hemioplisis formosa
Hemioplisis formosa là một loài bướm đêm trong họ Geometridae.